# 新街镇 (元阳县)
新街镇，是中华人民共和国云南省红河哈尼族彝族自治州元阳县下辖的一个乡镇级行政单位。1998年之前是元阳县政府驻地。

## 行政区划
新街镇下辖以下地区：
大田街社区、下节街社区、新街村、芭蕉岭村、安分寨村、团结村、百胜寨村、陈安村、土锅寨村、水卜龙村、妈拖村、热水塘村、胜村、全福庄村、麻栗寨村、主鲁村、倮铺村、高城村、多依树村、爱春村、大瓦遮村、中巧村和新寨村。

## 世界最佳旅游乡村
2024年11月15日， 阿者科村被联合国旅游组织执行委员会列入2024年“最佳旅游乡村”名单。